# トゥルヌス

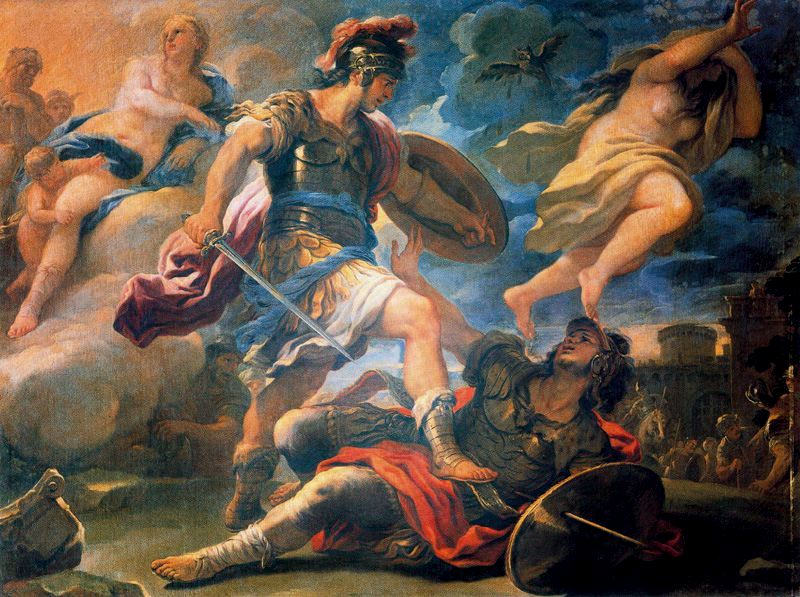
トゥルヌスを破るアイネイアース。ルカ・ジョルダーノ作（1634年 - 1705年）。アイネイアースのゲニウスが未来の明るさを見つめ優勢を示しているのに対して、トゥルヌスのゲニウスは暗闇に覆われ沈みこんでいる。

トゥルヌス（turnus）は、ローマ神話の人物である。ウェルギリウスの『アエネーイス』に登場するラティウム地方の都市アルデアを中心とするルトゥリー人の王ダウヌスとウェニーリアの子で、川や泉の女神であるユートゥルナの兄。トロイアの英雄アイネイアースにとって最大の敵役である。そのギリシアの先祖と猛々しい性格から、「新たなアキレス」と見ることができる。
アイネイアースがイタリアに到着する以前、トゥルヌスはラテン人の王ラティーヌスの娘ラーウィーニアと婚約していた。しかしアイネイアースが到着すると、ラーウィーニアとこのトロイの王子の婚約が決められた。ユーノーはトロイ人に苦難をもたらすため、トゥルヌスをそそのかして新参者との戦争を促す。ラティーヌス王はトゥルヌスに大いに不満があったが、戦争を始める許可を与えた。
ラテン人とトロイ人（何人かのトロイ人同盟者と共に王エウアンドロス率いるアルカディア人もいた）の戦争において、トゥルヌスはかっとなりやすいが勇敢であることを証明した。第9巻では、トロイ人の要塞全体を奪う勢いで多くの相手を倒し、その後窮地に陥ったがユーノーに救われた。
第10巻で、トゥルヌスはエウアンドロスの若い息子パッラスを殺害する。勝ち誇ったトゥルヌスは、戦利品としてパッラスの剣帯をとり身につけた。これに怒ったアイネイアースはトゥルヌスを殺す決意をして彼を捜し求める。ウェルギリウスはパッラスの死をトゥルヌスの運命が暗転する転換点として描いている。トゥルヌスがアイネイアースの手で殺害されることを防ぐため、ユーノーはアイネイアースの幽霊を出現させ、トゥルヌスを船上に誘導し、彼を助けた。トゥルヌスはこれに大いに恨み言を述べ、自身の価値について煩悶し自殺まで考える。
第12巻で、アイネイアースとトゥルヌスは死を賭けた決闘をする。イーリアスのような展開（アキレウスとヘクトールのようにトゥルヌスとアイネイアースが隊列の周囲を3周追いかける）の後、アイネイアースが優勢になる。トゥルヌスはアイネイアースに命乞いし、せめて遺体を一族のもとに返して欲しいと懇願する。アイネイアースは助けようかとも思ったが、トゥルヌスがパッラスの剣帯を身につけていることに気づき、逆上してトゥルヌスを殺してしまう。作品の最後にはトゥルヌスの死後の世界での不幸な旅路を描いている。
トゥルヌスを支援したのは、ラティーヌスの妻アマータ、妹のユートゥルナ、エトルリア人の先代の王メゼンティウス、ウォルスキ族の女王カミッラといった面々で、アイネイアースとの戦いの様々な局面で彼を助けた。